# Alfianello
Alfianello (Fianèl o Alfianèl in dialetto bresciano) è un comune italiano di 2 293 abitanti della provincia di Brescia in Lombardia.

## Geografia fisica

### Clima
Il clima a Alfianello è mite e moderato, con piovosità significativa durante tutto l'anno.
La temperatura media annuale è di 13,8 °C, essendo luglio il mese con temperature più alte (29,8 °C) e gennaio il mese con temperature più basse (-0,2 °C).
La piovosità media annuale è di 1007 mm. In particolare le piogge sono più scarse nel mese di gennaio (52 mm) e più abbondanti nel mese di settembre (111 mm).
| [ 6 ]               | Mesi | Mesi | Mesi | Mesi | Mesi | Mesi | Mesi | Mesi | Mesi | Mesi | Mesi | Mesi | Stagioni | Stagioni | Stagioni | Stagioni | Anno  |
| [ 6 ]               | Gen  | Feb  | Mar  | Apr  | Mag  | Giu  | Lug  | Ago  | Set  | Ott  | Nov  | Dic  | Inv      | Pri      | Est      | Aut      | Anno  |
| ------------------- | ---- | ---- | ---- | ---- | ---- | ---- | ---- | ---- | ---- | ---- | ---- | ---- | -------- | -------- | -------- | -------- | ----- |
| T. max. media (°C)  | 7,1  | 9,4  | 14,3 | 18,3 | 22,8 | 27,5 | 29,8 | 29,2 | 23,9 | 18,4 | 12,3 | 7,4  | 8,0      | 18,5     | 28,8     | 18,2     | 18,4  |
| T. min. media (°C)  | −0,2 | 0,5  | 3,8  | 7,8  | 12,2 | 16,9 | 19,4 | 19,3 | 15,1 | 10,9 | 5,7  | 0,8  | 0,4      | 7,9      | 18,5     | 10,6     | 9,4   |
| Precipitazioni (mm) | 52   | 56   | 63   | 89   | 100  | 91   | 74   | 91   | 111  | 107  | 111  | 62   | 170      | 252      | 256      | 329      | 1 007 |

## Storia
La nascita del primo nucleo abitato nel territorio del Comune di Alfianello risale all'età del bronzo. Sul fiume Oglio, nel tratto che attraversa il territorio alfianellese sono stati ritrovati resti di un centro abitato palafitticolo affine alla cosiddetta "cultura di Remedello" . Sono stati portati alla luce interessanti reperti archeologici, quali un antico e rudimentale aratro, vasellame, vasi con iscrizioni etrusche, utensili di uso comune (ora custoditi nel Museo di Manerbio) . Sul fondo del fiume sarebbero celate almeno due rudimentali imbarcazioni, avvistate nel corso dei secoli durante particolari secche del fiume, non si può dire se di epoca preistorica o medioevale. Il villaggio in seguito abitato da celti di etnia Cenomane, venne poi romanizzato al tempo della centuriazione della pianura, dopo la conquista della Gallia. 
Secondo le fonti architetto della centuriazione fu il giureconsulto romano (di origine cremonese) Alfeno Varo, da cui sarebbero derivati, secondo alcuni, vari toponimi della zona (Alfiano, Alfianello, la valle Alfiana). Non vi è comunque certezza sull'origine del nome del Paese. L'insediamento romano originario, venne spostato dalle sponde del fiume e costruito su un piccolo rialzo del terreno, che digradava verso l'Oglio in forma di palude. L'impianto originario dell'attuale paese, ancora visibile, ricorda in tutto la forma quasi perfettamente rettangolare di un accampamento romano, con una zona più rialzata adibita a castrum (attuale castello).
Dopo la caduta dell'Impero romano la zona venne occupata stabilmente dai Longobardi (con corti a Brescia e Leno). Il paese continuò ad essere abitato.
Nel X secolo la Corte d’Alfiano passò alle dipendenze del monastero di San Salvatore - Santa Giulia di Brescia e si trova traccia del nome di Alfianello su un atto di donazione in cui la vedova di un funzionario Longobardo, donava il borgo di Alfiano e altre terre della zona al monastero di San Salvatore.
Con il passaggio ai monaci il Paese riprese vigore, dopo i periodi bui delle invasioni barbariche. Si succedettero vari ordini religiosi, tra cui una significativa presenza dell'Ordine cluniacense (Alfianello fa parte dei cosiddetti "Paesi cluniacensi"). Venne bonificato il territorio convogliando le acque paludose in due alvei principali e venne ripresa la coltivazione e soprattutto l'allevamento dei suini.
Nel territorio di Alfianello, da sempre paludoso, non fu mai possibile operare coltivazioni intensive, mentre trovavano un naturale habitat i suini, che qui furono allevati fin dall'avvento dei Celti. Proseguita sotto l'impero romano, e poi con i Longobardi, l'attività intensiva di allevamento divenne la vera ricchezza della popolazione per l'opera dei monaci. Dal rinascimento fino all'800, le varie famiglie nobili avevano in Paese palazzi rurali con annesso allevamento di suini. Questa presenza costante ha dato origine ad un'attività e ad un'esperienza nel settore della lavorazione della carne di maiale che ha radici millenarie. Particolarmente apprezzato e famoso il "salame di Alfianello", denominazione registrata.
Il Paese diede i natali a Ludovico Pavoni, appartenente alla omonima famiglia, che divenne sacerdote e grande innovatore nella educazione dei fanciulli, precursore e maestro di San Giovanni Bosco, fatto beato dalla Chiesa.

Ad Alfianello nell'anno 1883 cadde il meteorite (bolide) più grande che sia mai stato catalogato in Italia, del peso di quasi due quintali. La notizia ebbe grande eco in tutta la comunità scientifica dell'epoca. Frammenti del meteorite sono esposti nei maggiori musei del mondo. La famiglia sui terreni della quale il meteorite atterrò usa ancora la denominazione "bolide" nelle etichette dei prodotti che escono dal suo caseificio.
Il 1 luglio 2024 è stato intitolato al comune un asteroide, 20048 Alfianello .

### Simboli
Lo stemma comunale e il gonfalone sono stati concessi con decreto del presidente della Repubblica del 7 aprile 1959.
La mano che impugna le spighe è un'evidente allusione alla tradizionale economia agricola del territorio.
Il gonfalone è un drappo di azzurro.

## Società

### Etnie e minoranze straniere
Gli stranieri residenti nel comune sono 274, ovvero il 10,90% della popolazione. Di seguito sono riportati i gruppi più consistenti:
| Pos. | Cittadinanza | Popolazione | Percentuale |
| ---- | ------------ | ----------- | ----------- |
| 1    | India        | 95          | 3,78%       |
| 2    | Bangladesh   | 34          | 1,35%       |
| 3    | Marocco      | 32          | 1,27%       |
| 4    | Senegal      | 22          | 0,88%       |

### Lingue e dialetti
Nel territorio di Alfianello, accanto all'italiano, è parlata la lingua lombarda prevalentemente nella sua variante di dialetto bresciano.

## Amministrazione
| Periodo        | Periodo        | Primo cittadino      | Partito                       | Carica  | Note   |
| -------------- | -------------- | -------------------- | ----------------------------- | ------- | ------ |
| 1960           | 1965           | Paolo Pietta         | lista civica di sinistra      | Sindaco | [ 16 ] |
| 1970           | 1999           | Paolo Pietta         | lista civica di sinistra      | Sindaco | [ 16 ] |
| 14 giugno 1999 | 8 giugno 2009  | Giovanni Migliorati  | lista civica                  | Sindaco | [ 17 ] |
| 8 giugno 2009  | 26 maggio 2014 | Maria Teresa Geroldi | lista civica                  | Sindaco | [ 17 ] |
| 26 maggio 2014 | 26 maggio 2019 | Matteo Zani          | lista civica di centro-destra | Sindaco | [ 17 ] |
| 26 maggio 2019 | 9 giugno 2024  | Matteo Zani          | lista civica di centro-destra | Sindaco | [ 17 ] |
| 9 giugno 2024  | in carica      | Matteo Zani          | lista civica di centro-destra | Sindaco | [ 17 ] |